# Mia madre odia tutti gli uomini
Mia madre odia tutti gli uomini è il terzo album in studio del cantautore italiano Maldestro, pubblicato nel 2018.

## Tracce
1. Il seme di Adamo
2. Spine
3. La felicità
4. I poeti
5. Fino a qui tutto bene
6. Joe
7. Come una canzone
8. Fermati tutta la vita
9. Come due pugili
10. Lasciami qui